# Лезгинка (ансамбль)
Лезги́нка — государственный академический заслуженный ансамбль танца Республики Дагестан, созданный в 1958 году Танхо Израиловым. Девяносто процентов всех танцев «Лезгинки» было написано лезгином Зейналом Гаджиевым.

## История
В 1957 году первый секретарь Дагестанского обкома партии Абдурахман Даниялов пригласил Танхо Израилова для организации республиканского ансамбля народного танца. В целях создания хореографической группы, Израилов, вместе со своими коллегами, объездил все районы Дагестана, встречался со знатоками народного танца, присутствовал на свадьбах и праздниках. Израилову удалось собрать немалый материал, на основании которого он стал ставить танцы народов Дагестана.
В 1958 году в Дагестане был объявлен большой конкурс по отбору танцоров в новый ансамбль, для участия в котором со всех концов Дагестана в Махачкалу съехались свыше 700 конкурсантов. В результате было отобрано всего сорок пар юношей и девушек, в возрасте от 16 до 25 лет.
За девять месяцев непрерывных репетиций была подготовлена концертная программа из 17 номеров. Первое выступление состоялось в мае 1958-го, в драматическом театре им. Горького в Махачкале. Артисты ансамбля выступали в костюмах, сшитых по эскизам Николая Лакова.
В 1961 году «Лезгинке» присвоено звание «Заслуженный».
В 1970 году Танхо Израилов отошел от директорства ансамблем, сохранив за собой должность художественного руководителя. На должность директора он предложил назначить Председателя профкома ансамбля, Заслуженного деятеля культуры РД Эльдара Мирзоева. За пять лет руководства Мирзоева ансамбль дал более 170 концертов на территории бывшего СССР.
За период своей деятельности коллектив побывал в 65 странах мира (Ливан, Испания, США, Франция и др.).
Ансамбль поставил свыше 100 танцев народов Дагестана, Кавказа и России. В марте 1994 года «Лезгинка» поставила первый в истории Дагестана трехактный балет «Парту — Патима». «Лезгинка» является победителем 48 всемирно известных фестивалей фольклорного танца среди профессиональных коллективов.
27 июня 1994 года присвоен высший титул «Академический».
Со дня основания в коллективе работало 2 народных артиста России и 5 народных артистов Дагестана, 1 народный артист СССР, 5 заслуженных артистов России и 59 заслуженных артистов Дагестана, 1 заслуженный деятель искусств России.

## Руководители
Основатель ансамбля и автор первой программы — Народный артист СССР, Танхо Израилов. Он бессменно руководил ансамблем на протяжении 20 лет.
С 1958 по 1970 году руководителем и основателем Заслуженный артист РФ, Народный артист ДАСС Израилов, Танхо Селимович
С 1970 по 1975 году директором ансамбля был Заслуженный деятель культуры РД Эльдар Мирзоев.
С 1979 по 1982 год руководителем был Заслуженный артист РФ, Народный артист ДАССР, Курбан Курбанов.
С 1983 по 1993 год — Народный артист РФ, Иосиф Матаев.
С 1993 года директором ансамбля является Заслуженный деятель искусств России — Джамбулат Магомедов, художественным руководителем — Заслуженный артист РФ, Зулумхан Хангереев.

## Награды и премии
- Почётная грамота Президиума Верховного совета РСФСР (10 августа 1960 года) — в связи с декадой дагестанского искусства и литературы в городе Москве и за заслуги в развитии советского искусства[7].
- В 1961 году «Лезгинке» присвоено звание «Заслуженный».
- В 1994 года — присвоен высший титул «Академический».
- Благодарность Президента Российской Федерации (2 апреля 2001 года) — за заслуги в развитии хореографического искусства[8].
- В ноябре 2004 года коллектив награждён Почётной грамотой Республики Дагестан.
- В сентябре 2007 года ансамбль награждён Почётной грамотой Министерства культуры и массовых коммуникаций РФ.
- В сентябре 2015 года ансамбль «Лезгинка» награждён орденом «За заслуги перед Республикой Дагестан»[5].
- Благодарность Правительства Российской Федерации (25 мая 2023 года) — за значительный вклад в подготовку и проведение Года культурного наследия народов России[9].

## В кино
Ансамбль принял участие в съёмках фильма «Пора красных яблок» (1981).